# Richard Carr
Richard Charles Lascelles Carr (* 22. Juli 1938 in Camden; † 11. August 2025) war ein britischer Unternehmer und Vorstandsmitglied des Fußballklubs FC Arsenal.

## Leben
Carr war zuständig für die Jugendakademie und die Jugendarbeit der „Gunners“. Der Unternehmer verdiente sein Geld anfangs mit Anteilen an den Unternehmen Lee Yang Ltd., Park Lane Hotel Ltd. und Tymals Investments Ltd. Tymals Investments wurde 1999 aufgelöst. Carr besaß 4,6 % der Arsenal-Aktien. Seine Halbschwester Sarah besitzt ebenfalls Aktien der Gunners. Sein Bruder Clive Carr ist FC Arsenal-Präsident auf Lebenszeit. Seine Tochter Sue Carr (* 1964) ist seit 2023 die amtsmäßig höchste Richterin in England und Wales.
| Personendaten    | Personendaten                                        |
| ---------------- | ---------------------------------------------------- |
| NAME             | Carr, Richard                                        |
| ALTERNATIVNAMEN  | Carr, Richard Charles Lascelles (vollständiger Name) |
| KURZBESCHREIBUNG | britischer Unternehmer und Fußballfunktionär         |
| GEBURTSDATUM     | 22. Juli 1938                                        |
| GEBURTSORT       | Camden                                               |
| STERBEDATUM      | 11. August 2025                                      |